# This Is New
This Is New — студийный альбом американской джазовой певицы Ди Ди Бриджуотер, вышедший в мае 2002 года на лейбле Verve Records.

## Об альбоме
Диск посвящён немецкому композитору Курту Вайлью. В марте 2000 года, Бриджуотер была приглашена в Польшу, чтобы выступить на концерте, памяти немецкого композитора Курта Вайля. Его творчество произвело на неё неизгладимое впечатление. Заручившись поддержкой устроителя концерта, она начала исследование музыкального наследия Вайля. Ди Ди Бриджуотер быстро обнаружила, что несмотря на многочисленные оперные, театральные, кабаре и рок версии музыки, его работы никогда не были предметом вокальной джазовой интерпретации.
Заинтересовавшись тем, что она нашла, Бриджуотер решила собрать некоторые из песен композитора в рамках специального проекта - Kurt Weill - A Work in Progress, для Монреальского джазового фестиваля в июле 2000 года.
Я хотела сгладить края, убежать от темного, задумчивого изображения. Показать более легкую, более юмористическую и более чувственную сторону музыки Курта Вайля.
Выпуск CD был отложен на некоторое время. Личные обстоятельства, в том числе смерть её отчима, отложили запись сессий для диска до ноября 2001 года. Но задержка пошла на пользу проекту, предоставляя Бриджуотер время улучшить и усовершенствовать своё понимание музыки Вайля.
Альбом занял 7-е место в американском чарте Billboard - Top Jazz Albums.

## Список композиций
1. «This Is New» (Айра Гершвин) — 3:47
2. «Lost in the Stars» (Maxwell Anderson) — 5:36
3. «The Bilbao Song» (Michael Feingold, Frank McGuinness) — 10:24
4. «My Ship» (Gershwin) — 4:56
5. «Alabama Song» (Bertolt Brecht) — 5:38
6. «The Saga of Jenny» (Gershwin) — 4:54
7. «Youkali» (Roger Fernay) — 3:54
8. «I’m a Stranger Here Myself» (Ogden Nash) — 5:50
9. «Speak Low» (Nash) — 4:17
10. «September Song» (Anderson) — 4:40
11. «Here I’ll Stay» (Alan Jay Lerner) — 11:15

## Участники записи
- Dee Dee Bridgewater — вокал
- André Ceccarelli — барабаны
- Ira Coleman — контрабас
- Thierry Eliez — орган, фортепиано
- Minino Garay — перкуссия
- Antonio Hart — флейта, альт-саксофон
- Daniele Scannapieco
- Denis Leloup — тромбон
- Juan José Mosalini — бандонеон
- Louis Winsberg — гитара
- Bernie Arcadio — аранжировка струнных
- Cecil Bridgewater — аранжировщик, дирижёр